# 胡古叉𫌀
胡古叉𫌀（学名：Nemoura hugekootinlokorum）叉𫌀科叉𫌀属的一种，于2019年在中国四川省泸定县海螺沟冰川森林公园内被发现。本种与凹缘叉襀（Nemoura concava Li & Yang, 2008）近似，但胡古叉𫌀尾须具2个端刺，肛上突顶端分叉，而凹缘叉襀尾须仅1个端刺，肛上突端部有三角形凹缺。本种以中国著名演员胡歌、古天乐而命名，藉以感谢两人对中国西部山区环境保护与基础教育事业的贡献。